# Tahmina Akefi
Tahmina Akefi (Kabul, Afghanistan, juni 1983) is een Nederlandse journalist en schrijver van Afghaanse afkomst.

## Biografie
Akefi groeide op in Kabul in een gezin met een broer en twee zussen. Haar vader was eerst beroepsmilitair en begon later een winkeltje. Het gezin vluchtte in 1995 met de auto de grens over naar Pakistan en nam vandaar het vliegtuig naar Amsterdam. Na de middelbare school in Dordrecht studeerde ze journalistiek in Tilburg. Na haar studie ging Akefi werken voor verschillende radio- en televisieprogramma's van de publieke omroep, zoals het NOS Journaal, Goedemorgen Nederland en De Ochtend. Daarnaast was ze verbonden aan het Algemeen Nederlands Persbureau (ANP) en BBC Persian.
In 2007 ging ze samen met collegajournalist Gijs Wanders naar Uruzgan waar ze een reportage maakten over de Nederlandse militair Timo Smeehuijzen en negen Afghaanse kinderen die bij een zelfmoordaanslag om het leven kwamen.
Akefi kreeg bekendheid door haar optredens over vluchtelingen in het dagelijkse tv-praatprogramma Pauw. In 2015 schreef ze opiniestukken voor NRC Handelsblad, die ook in nrc.next verschenen. Ze werkt sinds 2018 als presentatrice voor RTV Rijnmond.
Akefi bracht na het overlijden van Peter R. de Vries naar buiten dat zij van 2015 tot diens overlijden in 2021 een relatie met hem had. Ze hadden elkaar leren kennen toen beiden te gast waren in Pauw.

## Boeken
Akefi publiceerde drie boeken.

### Geen van ons keek om
Haar debuut, Geen van ons keek om, werd in oktober 2011 gepubliceerd door De Geus. Het is een deels autobiografische roman die gaat over twee buurmeisjes in Kabul, Tiba en Setara. Ze komen uit verschillende gezinnen: bij Setara thuis is het zo dynamisch als in een mierennest, terwijl er bij Tiba juist orde en rust heerst. De vader van Tiba is kolonel in het Afghaanse leger. In het boek wordt beschreven wat er verandert in hun levens wanneer de mujahedin oprukken naar Kabul.

### Jongen van de oude stad
Ook de roman Jongen van de oude stad is gepubliceerd door De Geus, in april 2015. Deze roman gaat over de jonge Freidoon, zijn vader en de nieuwe vrouw van zijn vader. Freidoon werkt als kalligraaf en is verliefd op de onbereikbare dochter van de glasblazer.

### Mijn grote liefde - een leven met Peter R. de Vries
In 2022 publiceerde Uitgeverij Prometheus Akefi's boek Mijn grote liefde - een leven met Peter R. de Vries, over de liefdesrelatie tussen Akefi en Peter R. de Vries, die in 2021 werd vermoord.
- Gemeinsame Normdatei: 101702863X
- International Standard Name Identifier: 0000 0003 6897 9764
- Library of Congress Control Number: no2012132712
- Nederlandse Thesaurus van Auteursnamen: 338125116
- Virtual International Authority File: 219083379
- WorldCat: E39PBJpjdg3RYx8MV3mjhDYByd